# 와일드 리벤지: 마지막 한 놈까지
와일드 리벤지: 마지막 한 놈까지(EVERY LAST ONE OF THEM)는 미국에서 제작된 크리스천 세스마 감독의 2021년 액션, 스릴러, 범죄 영화이다. 폴 슬론, 제이크 웨버, 테린 매닝, 마이크 해턴, 마이클 매드슨, 리처드 드라이퍼스 등이 주연으로 출연하였다.

## 줄거리
흑색작전을 수행했던 전직 군인 제이크는 19살 딸 멀리사의 행방을 찾아 캘리포니아의 한 작은 마을을 찾는다. 제이크는 지역 유력자의 아들 보비와 대면하고, 멀리사가 함께 있던 자리에서 마약을 과다 주입하여 사망했다는 말을 듣는다. 분노한 제이크는 그 자리에서 보비를 쏴죽이고, 이를 코앞에서 목격한 보비의 아버지 니컬스는 사람을 풀어 제이크의 뒤를 쫓기 시작한다. 그러나 제이크는 이들을 전부 물리치고, 멀리사의 죽음에 대한 정확한 진실을 알고자 연루된 자들을 찾아 복수해나간다.

## 출연

### 주연
- 폴 슬론 - 제이크 헌터 역
- 제이크 웨버 - 니컬스 역
- 테린 매닝 - 매기 역
- 리처드 드라이퍼스 - 머피 역
- 마이클 매드슨 - 빌 역
- 마이크 해턴 - 바틀릿 역